# Józef Skorulski
Józef Skorulski herbu Kościesza odmienna – podstarości kowieński w latach 1766–1774, sędzia grodzki kowieński w latach 1765–1766.
Członek konfederacji powiatu kowieńskiego w 1767 roku.